# Provincie Noto

Mapa japonských provincií se zvýrazněnou provincií Noto

Provincie Noto (japonsky: 能登国; Noto no kuni) byla stará japonská provincie, na jejímž území se dnes rozkládá prefektura Išikawa. Noto sousedila s provinciemi Eččú a Kaga.
Nanao bylo hlavním městem (a hradním městem) provincie Noto. V roce 1581 jmenoval Nobunaga Oda daimjóem provincie Noto Tošiie Maedu. Jeho potomci z klanu Maeda následně ovládali Noto ze svého sídla v sousední provincii Kaga až do konce období Edo v roce 1868.